# ماريوس بارنارد
ماريوس بارنارد (بالإنجليزية: Marius Barnard)‏ هو لاعب كرة مضرب جنوب أفريقي، ولد في 20 يناير 1969 في كيب تاون في جنوب أفريقيا.

## وصلات خارجية
- ماريوس بارنارد على موقع رابطة محترفي التنس (الإنجليزية)
- ماريوس بارنارد على موقع الاتحاد الدولي لكرة المضرب (الإنجليزية)
- ماريوس بارنارد على موقع خلاصة التنس.كوم (الإنجليزية)